# 定陵 (東吳)
定陵，是三国孙吴統治者，太宗景皇帝孙休的陵墓。
永安七年（264年）七月，孙休病逝。廟號太宗，谥号景皇帝，享年三十一岁，葬定陵。在安徽省当涂县。

## 当涂天子坟
該墓位于安徽省当涂县姑孰工业园，在县城东12公里、洞阳村东1公里、314省道北侧100米。为一圆形土丘，黄土高5米，圈长50余米，占地约200平方米。2015年被发掘，經過挖掘與史料推斷，学者怀疑該墓即是吴景帝的定陵。